# Пионтковский, Андрей Андреевич (публицист)
Андре́й Андре́евич Пионтко́вский (род. 30 июня 1940, Москва, СССР) — советский и российский математик, политолог, публицист. Бывший член Бюро Федерального политического совета движения «Солидарность» и Бюро партии «Яблоко». Бывший член Координационного Совета российской оппозиции.
Кандидат физико-математических наук. Ведущий научный сотрудник Института системного анализа РАН.

## Образование
Окончил механико-математический факультет МГУ имени М. В. Ломоносова в 1962 году. Окончил аспирантуру того же факультета в 1965 году. В 1970 году получил учёную степень кандидата физико-математических наук, защитив диссертацию на тему «К автоматическому регулированию систем с последействием».

## Научная деятельность
Автор более 100 статей и нескольких монографий по теории управления, глобальному моделированию, стратегии ведения ядерной войны. В 1970-е годы занимался изучением компьютерных моделей мира, которые на Западе разрабатывались в рамках Римского клуба.

## Политическая деятельность
С 1998 года занимается политической журналистикой, опубликовал несколько сотен статей в российских и зарубежных СМИ. Лауреат премии «Золотой гонг-2001» в области международной журналистики. Публиковался на сайте «Грани.ру». С июня 2011 года публикуется на сайте kasparov.ru. Некоторые статьи Пионтковского публикует сайт Форум.мск. Член международного Пен-клуба.
Является первым человеком, использовавшим термин «путинизм»: 11 января 2000 года в газете Советская Россия была опубликована его статья под названием «Путинизм как высшая и заключительная стадия бандитского капитализма в России», которая в тот же день была также размещена на сайте партии «Яблоко». В этой статье он охарактеризовал путинизм как высшую и заключительную стадию бандитского капитализма в России, стадию, на которой буржуазия выбрасывает за борт знамя демократических свобод и прав человека, и для которой характерны война, «консолидация» нации на почве ненависти к какой-то этнической группе, наступление на свободу слова и информационное зомбирование, изоляция от внешнего мира и дальнейшая экономическая деградация. Пионтковский назвал путинизм контрольным выстрелом в голову России и сравнил Ельцина, назвавшего Путина своим преемником, с Гинденбургом, назначившего Гитлера рейхсканцлером.
В 2004 году вступил в Российскую объединённую демократическую партию «Яблоко» (после поражения партии на думских выборах), входил в её Бюро. Находится в радикальной оппозиции по отношению к политике Владимира Путина.
Член инициативной группы по выдвижению Владимира Буковского кандидатом в Президенты РФ на выборах 2008 года.
25 сентября 2007 года Басманный суд Москвы начал рассматривать дело о признании книги «Нелюбимая страна» экстремистской. Эксперт прокуратуры обнаружила призывы к насилию и уничижительные высказывания по отношению к лицам «еврейской, американской, русской и других национальностей» в словосочетаниях «возбуждение расовой и национальной розни» и «козлы позорные».
5 декабря 2008 года Басманный суд Москвы снял все обвинения в экстремизме:

Назначенная судом филологическая экспертиза не обнаружила в этих текстах признаков разжигания национальной или религиозной розни...

10 марта 2010 года Андрей Пионтковский подписал обращение российской оппозиции «Путин должен уйти» (подпись № 3). Он являлся одним из основных его авторов:

Я, как известно, был инициатором и автором письма «Путин должен уйти».

В последующих статьях неоднократно подчёркивал важность этого обращения и призывал граждан подписать его:

Преодолейте свой страх или своё равнодушие, уважаемый читатель, и бросьте свою малую песчинку на весы русской истории. Поставьте подпись здесь.
В 2010 году вышел из партии «Яблоко», в результате принятого съездом партии решения о запрете членства в других политических организациях. Был избран членом Политсовета движения «Солидарность».
4 октября 2010 года вместе с Алексеем Кондауровым опубликовал на сайте Грани.Ру статью «Как нам победить клептократию», где предложили выдвинуть в президенты от партии КПРФ единого кандидата от правой и левой оппозиции. В качестве кандидатов они предложили выдвинуть кого-нибудь из российских старейшин и назвали три фамилии: Жорес Алфёров, Виктор Геращенко и Юрий Рыжов.
30 июня 2011 года в Москве прошла презентация новой книги Пионтковского «Третий путь к рабству» — сборник статей на темы внешней и внутренней политики, а также состояния гражданского общества в России за период с 1999 по 2011 год при правлении Путина и его команды. Дополненное издание книги вышло в июне 2014 года.
В октябре 2012 года был избран одним из 45 членов Координационного Совета российской оппозиции, где он являлся одним из лидеров радикальной фракции, в противовес умеренным фракциям «Группа граждан» и «Группа Навального». Так, им был опубликован проект «Заявление КС о положении в стране и задачах протестного движения», в котором предлагалось подготовить детальную дорожную карту переходного периода от отставки Путина до выборов новых органов власти, подключить к текущей деятельности КС не вошедших в его состав кандидатов, набравших значительное количество голосов, и создать из зарегистрированных избирателей постоянно действующий Форум Свободной России. Проект Пионтковского не набрал достаточно голосов в КС. В результате был одобрен более умеренный и «размытый» текст.
4 апреля 2013 года заявил о своём выходе из КС. Причиной послужило несогласие с заочной процедурой выборов ответственного секретаря КС и финансовой поддержкой со стороны КС передачи Леонида Парфёнова.
9 апреля 2013 года заявил о выходе из движения «Солидарность». В статье «Борис, ты не прав» он раскритиковал установку партии РПР-ПАРНАС и крыла «Солидарности», возглавляемого Борисом Немцовым, на дальнейшее участие «в заведомо шулерских „избирательных“ шоу режима». По мнению Пионтковского, «сегодня, когда наших товарищей пытают в путинских застенках, готовя их к показательным процессам, соучаствовать — значит быть сообщниками палачей, придавать преступникам флёр легитимности». Он также осудил статью члена ФПС Ильи Яшина, в которой тот иронизировал над Гарри Каспаровым.

## Отъезд из России
В феврале 2016 года покинул Россию, опасаясь уголовного преследования после обнаружения Генпрокуратурой признаков экстремизма в статье «Бомба, готовая взорваться», опубликованной на сайте «Эхо Москвы». Материалы расследования Генпрокуратуры были переданы начальнику следственного управления ФСБ для решения вопроса об уголовном преследовании по признакам преступления, содержащимся в ч. 2 ст. 280 (публичные призывы к осуществлению экстремистской деятельности, совершённые с использованием средств массовой информации) и ч. 1 ст. 282 (возбуждение ненависти либо вражды). Проживает в США, имеет американское гражданство. С 2018 года является участником правления Международной ассоциации «Институт национальной политики».
18 августа 2023 года Министерством юстиции России внесён в список физических лиц «иностранных агентов».

## Взгляды

### Позиция относительно событий на Украине
Почти за месяц до проведения крымского референдума — 21 февраля 2014 года, в интервью интернет-порталу литовского национального радио и телевидения, Пионтковский заявил, что «Кремль стремится разделить Украину и аннексировать Крым, а Запад не может сдержать Россию, так как политика президента США Барака Обамы такая же бесхребетная, как и политика Европейского союза…».
14 марта 2014 года в статье под названием «Последняя стадия» Пионтковский заявил, что «Технология и пропагандистское обеспечение путинской аннексии Крыма столь ученически списаны с гитлеровских судетских прописей, что сравнение двух государственных деятелей, бывшее ещё совсем недавно уделом „отморозка и отщепенца“ Шендеровича, стало сегодня мейнстримом мирового политического дискурса...». Также он подписал обращение против политики российской власти в Крыму.
В сентябре 2014 года подписал заявление с требованием «прекратить агрессивную авантюру: вывести с территории Украины российские войска и прекратить пропагандистскую, материальную и военную поддержку сепаратистов на Юго-Востоке Украины».

### Позиция во время карабахского конфликта
В карабахском противостоянии занимает проармянскую позицию, заявив в частности: «Конечно, жаль азербайджанцев, которые были вынуждены покинуть свои дома после провозглашения независимости Нагорного Карабаха в начале 1990-х. Но по-другому, без присоединения к себе семи регионов Азербайджана, населенных азербайджанцами, армяне Нагорного Карабаха не могли обеспечить свою безопасность». Это высказывание было раскритиковано Александром Ципко, главным научным сотрудником Института экономики РАН, по мнению которого слова Пионтковского, одного из наиболее ярких представителей либеральной оппозиции, можно расценить как утверждение, будто «азербайджанцы — не совсем люди», а «страдания людей, которые потеряли свой дом и землю, ничего не стоят по сравнению с правом их соседей-армян обезопасить себя, создать так называемую зону безопасности, где никто не живёт, между самопровозглашенной республикой Нагорный Карабах и Азербайджаном».

## Семья
Дед — Андрей Антонович Пионтковский (1862—1915), учёный-правовед. Отец — Андрей Андреевич Пионтковский (1898—1973), учёный-правовед, член-корреспондент АН СССР. Мать — Татьяна Назаровна (1902—1967), родилась в Шадринском районе Курганской области.

## Награды
- Орден «За интеллектуальную отвагу» (2021 год, Украина)

## Некоторые работы
- Решение одной задачи управления для глобальной динамической модели Форрестера. — Препринт ИПМ АН СССР. 1974, № 56 (в соавт.).
- О задаче управления в глобальной модели WORLD-3. — М. 1975 (в соавт.).
- Математические модели глобального развития. Л., 1980 (в соавт.).
- Исследование стратегической стабильности методами математического моделирования. М., 1988 (в соавт.).
- Геловани В. А., Пионтковский А. А. Эволюция концепций стратегической стабильности (Ядерное оружие в XX и XXI веке). — М.: ЛКИ, 2008. — 114 с. — ISBN 978-5-382-00807-3.
- Пионтковский А. А. За Родину! За Абрамовича! Огонь! — М.: ЭПИцентр, 2005. — 256 с. — 20 000 экз. — ISBN 5-089069-099-X (ошибоч.).
- Пионтковский А. А. Нелюбимая страна. — М.: РДП «Яблоко», 2006. — 144 с. — 25 000 экз. — ISBN 5-85691-061-3.
- Третий путь …к рабству Архивная копия от 19 июля 2014 на Wayback Machine. М., 2010. ISBN 978-1-934881-42-2. Издание 2014 года, дополненное
- Визионер Захар Прилепин Архивная копия от 10 января 2022 на Wayback Machine
- Пионтковский А. А. Чёртова дюжина Путина. Хроника последних лет. — М.: Алгоритм, 2014. — 240 с. — (Власть в тротиловом эквиваленте). — 2000 экз. — ISBN 978-5-4438-0639-6.
- Пионтковский А. А. Искушение Владимира Путина. — М.: Алгоритм, 2013. — 240 с. — (Проект «Путин»). — 2000 экз. — ISBN 978-5-4438-0329-6.
- Пионтковский А. А. и др. Наше светлое будущее, или Путин навсегда. — М.: Интеграл-Информ, 2004. — 128 с. — 20 000 экз. — ISBN 5-85691-058-3.
- Пионтковский А. А. Призрак России. Кремлёвское царство теней. — М.: Алгоритм, 2015. — 256 с. — 1500 экз. — ISBN 978-5-906789-71-6.
- Кто играет Путина? Акт четвёртый — последний? — М. : Алгоритм, 2020. — 222, [1] с. — (Проект Путин) — ISBN 978-5-907120-81-5